# 東田町 (川崎市)
東田町（ひがしだちょう）は、神奈川県川崎市川崎区の地名。丁目の設定がない単独町名である。住居表示未実施区域。

## 地理
川崎区の北西部に位置し、東に宮前町・新川通、南に南町、西に砂子、北に宮本町と接している。

## 歴史

### 沿革
- 1889年（明治22年）4月1日 - 町村制の施行により、川崎町を新設。
- 1922年（大正11年） - 砂子、堀之内の一部を分離し、東田を新設。
- 1927年（昭和2年）4月1日 - 川崎市に編入。川崎市東田となる。
- 1936年（昭和11年）9月 - 東田の一部を分離し、東田町を新設。
- 1964年（昭和39年）11月 - 東田町の一帯を区画整理。
- 1972年（昭和47年）4月1日 - 川崎市が政令指定都市の制定に伴い、川崎区が新設。川崎市川崎区東田町となる[5][6]。

### 治安・風紀の維持
2022年（令和4年）11月1日、神奈川県は東田町を神奈川県暴力団排除条例に基づき暴力団排除特別強化地域に指定した。

## 世帯数と人口
2025年（令和7年）6月30日現在（川崎市発表）の世帯数と人口は以下の通りである。
| 町丁   | 世帯数    | 人口    |
| ------ | --------- | ------- |
| 東田町 | 1,190世帯 | 1,545人 |

### 人口の変遷
国勢調査による人口の推移。
| 年                 | 人口  |
| ------------------ | ----- |
| 1995年（平成7年）  | 813   |
| 2000年（平成12年） | 1,125 |
| 2005年（平成17年） | 1,082 |
| 2010年（平成22年） | 1,248 |
| 2015年（平成27年） | 1,145 |
| 2020年（令和2年）  | 1,340 |

### 世帯数の変遷
国勢調査による世帯数の推移。
| 年                 | 世帯数 |
| ------------------ | ------ |
| 1995年（平成7年）  | 401    |
| 2000年（平成12年） | 609    |
| 2005年（平成17年） | 632    |
| 2010年（平成22年） | 784    |
| 2015年（平成27年） | 736    |
| 2020年（令和2年）  | 954    |

## 学区
市立小・中学校に通う場合、学区は以下の通りとなる（2025年1月時点）。
| 番・番地等 | 小学校             | 中学校               |
| ---------- | ------------------ | -------------------- |
| 全域       | 川崎市立宮前小学校 | 川崎市立富士見中学校 |

## 事業所
2021年（令和3年）現在の経済センサス調査による事業所数と従業員数は以下の通りである。
| 町丁   | 事業所数  | 従業員数 |
| ------ | --------- | -------- |
| 東田町 | 317事業所 | 5,051人  |

### 事業者数の変遷
経済センサスによる事業所数の推移。
| 年                 | 事業者数 |
| ------------------ | -------- |
| 2016年（平成28年） | 325      |
| 2021年（令和3年）  | 317      |

### 従業員数の変遷
経済センサスによる従業員数の推移。
| 年                 | 従業員数 |
| ------------------ | -------- |
| 2016年（平成28年） | 4,446    |
| 2021年（令和3年）  | 5,051    |

## 施設
- 川崎市役所（第3庁舎）
- 川崎市川崎区役所

## その他

### 日本郵便
- 郵便番号 : 210-0005[3]（集配局 : 川崎港郵便局[18]）

### 警察
町内の警察の管轄区域は以下の通りである。
| 番・番地等 | 警察署     | 交番・駐在所 |
| ---------- | ---------- | ------------ |
| 全域       | 川崎警察署 | 南町交番     |